# Robert Fischhof

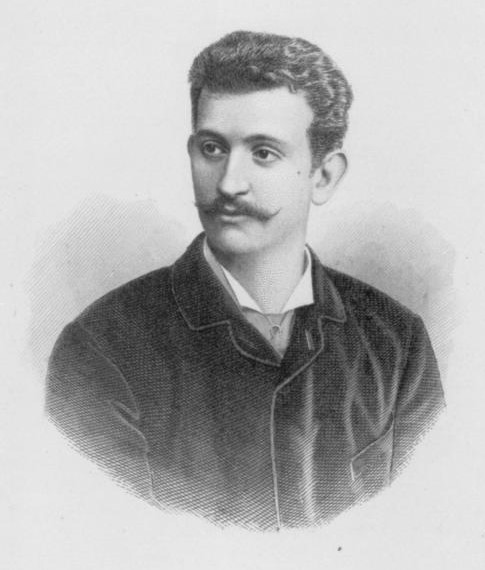
Robert Fischhof (etwa 1885)

Robert Fischhof (* 31. Oktober 1856 in Wien; † 31. März 1918 ebenda) war ein österreichischer Pianist und Komponist.

## Leben
Robert Fischhof war der Sohn des Bankiers Julius Fischhof (1823–1887), dem jüngeren Bruder von Joseph Fischhof; seine Mutter war Louise Fischhof geb. Strakosch (1833–1874), eine Schwester des Komponisten Maurice Strakosch und Klavierschülerin von Clara Schumann.
Seine erste Ausbildung erhielt er von seiner Mutter, 1875 bis 1880 studierte er am Konservatorium der Gesellschaft der Musikfreunde, der heutigen Universität für Musik und darstellende Kunst Wien, darunter bei Anton Door (Klavier) sowie bei Anton Bruckner und Franz Krenn (Komposition). Anschließend setzte er seine Studien bei Theodor Leschetitzky und Franz Liszt fort.
Fischhof entfaltete in den folgenden Jahren eine rege Konzerttätigkeit, die ihn durch ganz Europa führte.
1882 trat er aus dem Judentum aus und ließ sich römisch-katholisch taufen. 1884 wurde er Professor am Wiener Konservatorium. In seinen letzten Lebensjahren trat er nur noch mit seinen eigenen Werken auf.
Kurz vor seinem Tod veröffentlichte er Erinnerungen über seine Begegnungen mit Johannes Brahms, Gustav Mahler, Pablo de Sarasate, Edvard Grieg, Charles Gounod, Camille Saint-Saëns, Ruggero Leoncavallo, Alexander Dumas, Guy de Maupassant, Émile Zola und anderen Zeitgenossen.